# Големи Острени
Големи Острени или Големо Острене (алб. Ostren i Madh) је насељено место у општини Булћиза у округу Дибер, Албанија. Према попису из 2001. године био је 1.081 становник.
Према бугарском географу и историчару, Василу Канчову, у Големим Остренима је 1900. године живело 30 Словена хришћана и 500 Словена муслимана. Српски етнограф Миленко Филиповић, 1940 године наводи да у Големим Остренима има око 200 кућа Словена муслимана, као и да је 1924. године у селу било 28 кућа Словена православаца, чији се број у наредним годинама стално смањивао.